# 徳島西郵便局
徳島西郵便局（とくしまにしゆうびんきょく）は徳島県徳島市国府町府中にある郵便局。民営化前の分類では集配普通郵便局であった。

## 概要
住所：〒779-3199 徳島県徳島市国府町府中12-1
民営化直前の集配業務再編において、多くの集配普通郵便局は統括センターとなったが、当局は配達センターとされたため、民営化後も郵便事業株式会社の支店は併設されず、集配センターが併設された。

## 沿革
- 1876年（明治9年）6月26日 - 府中（こう）郵便局（五等）として開設[1]。
- 1886年（明治19年）1月16日 - 貯金取扱を開始。
- 1892年（明治25年）2月1日 - 為替取扱を開始。同年11月1日、観音寺（かんのんじ）郵便局に改称。
- 1911年（明治44年）8月16日 - 国府（こくふ）郵便局に改称。
- 1957年（昭和32年）3月20日 - 北井上郵便局から電話交換事務の取扱を移管[2]。
- 1964年（昭和39年）3月31日 - 北井上郵便局から和文電報配達事務を移管。
- 1967年（昭和42年）1月1日 - 市町村合併に伴い、徳島市内の郵便局となる。
- 1969年（昭和44年）10月24日 - 電話の加入および料金に関する簡易な事務を除く電話交換業務を徳島電報電話局に、また和文電報配達業務を石井電報電話局にそれぞれ移管。
- 1985年（昭和60年）11月18日 - 徳島市国府町中から同市国府町府中に移転。
- 1986年（昭和61年）2月10日 - 一宮郵便局から集配業務の一部[3]を移管。
- 1993年（平成5年）6月1日 - 特定郵便局から普通郵便局に局種別改定するとともに、徳島西郵便局に改称。
- 2000年（平成12年）8月14日 - 外国通貨の両替および旅行小切手の売買に関する業務取扱を開始。
- 2007年（平成19年）10月1日 - 民営化に伴い、郵便事業株式会社徳島支店徳島西集配センター、郵便局株式会社徳島西郵便局となる。併設された郵便事業徳島支店徳島西集配センターに一部業務を移管。
- 2012年（平成24年）10月1日 - 日本郵便株式会社の発足に伴い、郵便事業徳島支店徳島西集配センターを徳島西郵便局に統合。

## 取扱内容
- 郵便、印紙、ゆうパック、内容証明
- 貯金、為替、振替、振込、国際送金、国債、投資信託
- 生命保険、バイク自賠責保険、自動車保険、がん保険、引受条件緩和型医療保険
- ゆうちょ銀行ATM
- 「779-31xx」（徳島市内の一部地域）の集配業務

## 周辺
- 徳島市役所国府支所
- 徳島市国府コミュニティセンター
- 徳島市立国府中学校
- 阿波銀行国府支店
- 徳島市農業協同組合国府支所
- 鮎喰川

## アクセス
- JR徳島線 府中駅から南東へ約600m（徒歩約6分）
- 徳島バス 府中停留所もしくは早渕停留所下車
- 徳島自動車道 藍住ICから南へ約7.5km
- 国道192号沿い
- 駐車場あり：5台